# Bad Leonfelden
Bad Leonfelden es una localidad del distrito de Urfahr-Umgebung, en el estado de Alta Austria, Austria, con una población estimada a principio del año 2018 de 4180 habitantes. 
Se encuentra ubicada al norte del estado, cerca de la frontera con República Checa, a poca distancia al norte del río Danubio y la ciudad de Linz —la capital del estado—.

## Galerìa

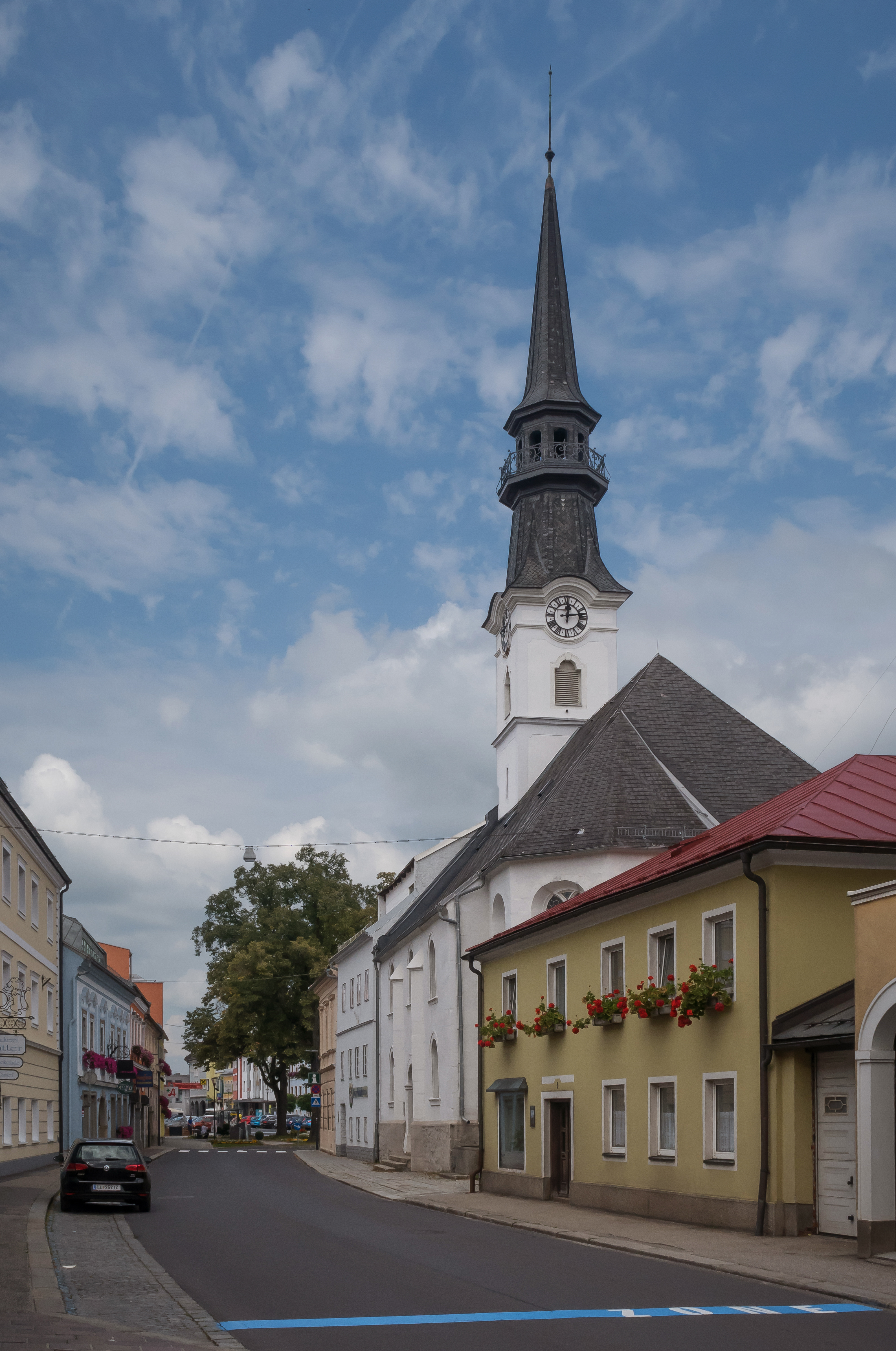
Bad Leonfelden, la iglesia (Spitalskirche)
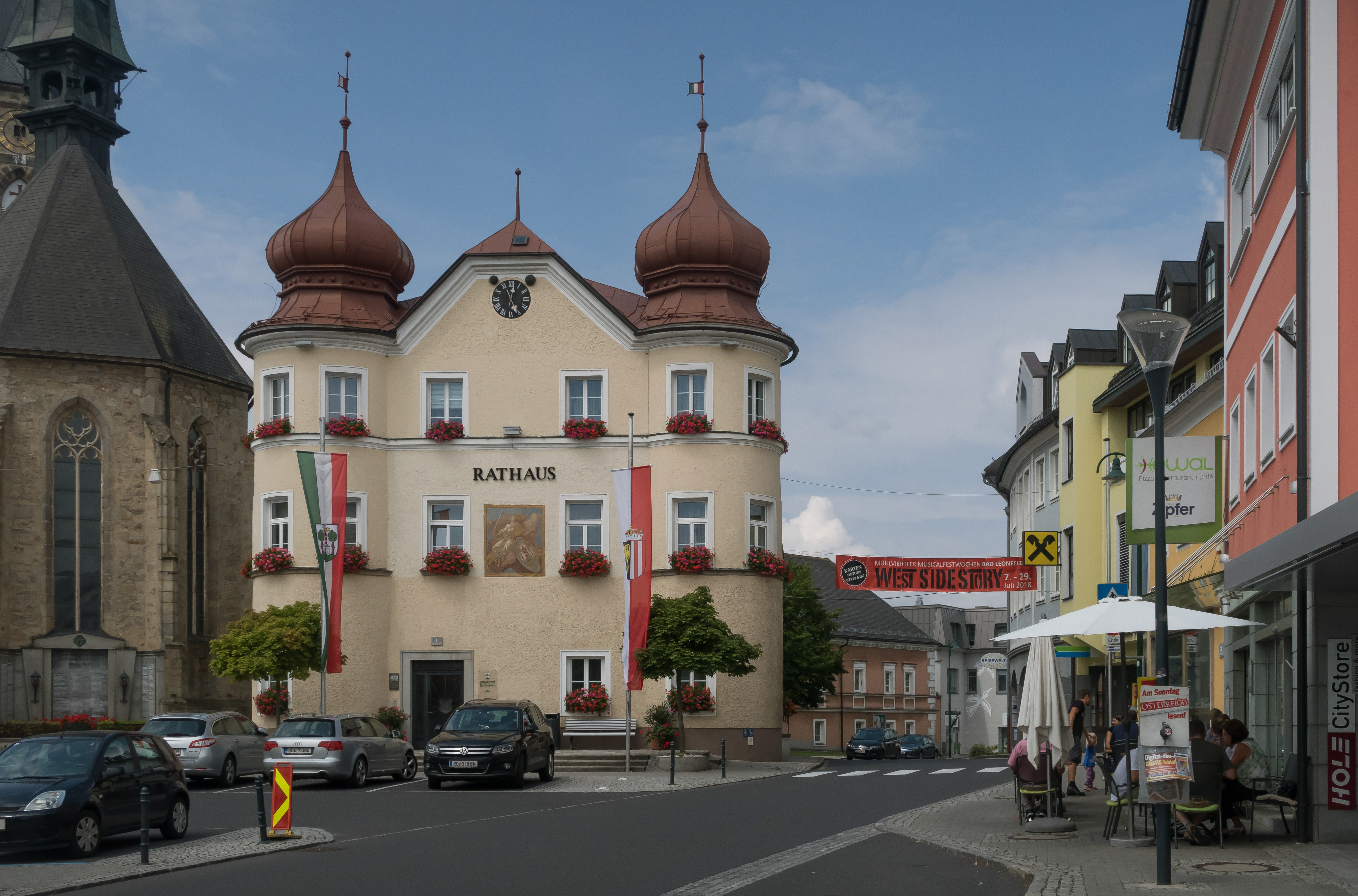
Bad Leonfelden, el ayuntamiento
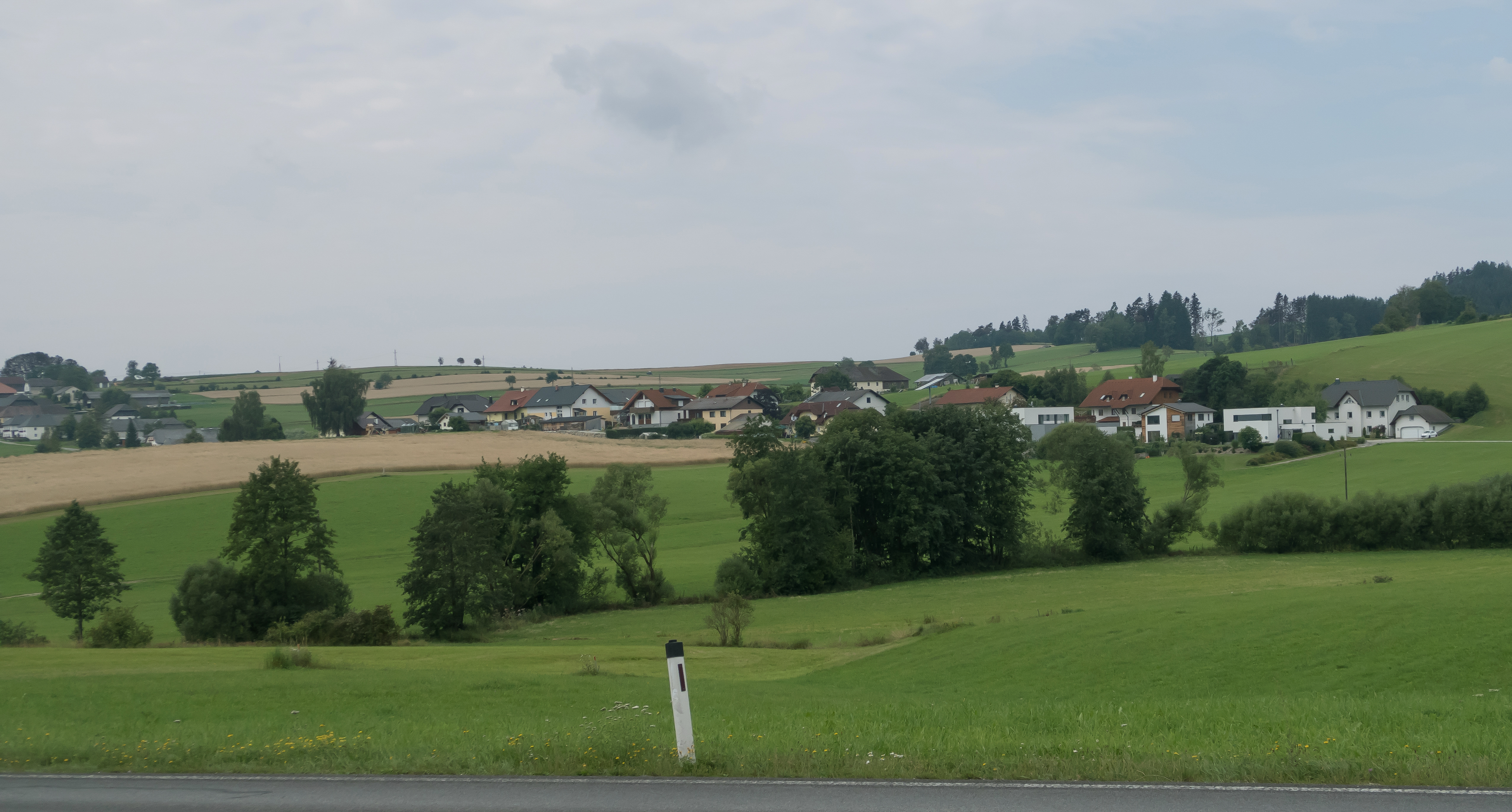
Dietrichschlag, vista de la aldea
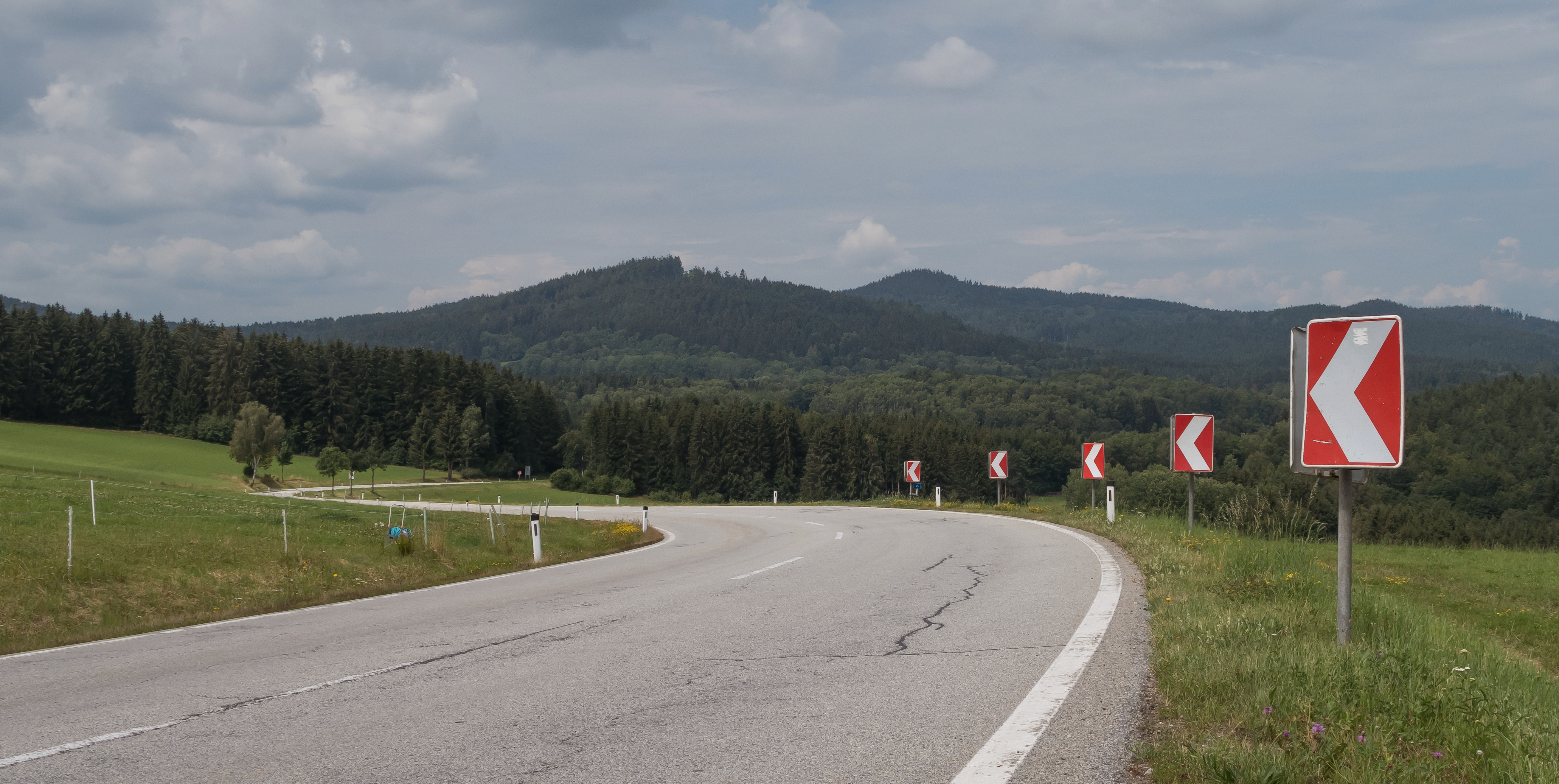
entre Bad Leonfelden y Studánky, el panorama